# Острів Малий Жемчужний
Пам'ятка природи «Острів Малий Жемчужний» (рос. Памятник природы «Остров Малый Жемчужный») — зоологічна пам'ятка природи федерального значення на території Астраханської області Південного федерального округу Російської Федерації.

## Географія
Пам'ятка природи розташована на території Полдневської сільради Камизяцького району Астраханської області. являє собою невеликий вузький острів довжиною до 3 км, шириною до 200 м, витягнутий з півночі на південь. З кінця 1970-их років острів зменшив свою площу через підйом рівня води у Каспійському морі. Острів піщаний, має дюни з ракушняку. Пляжі та коси займають 50%, інші 50% площі займають зарості очерету.

## Історія
Резерват був утворений 15 квітня 1983 з метою охорони єдиного в Прикаспійському регіоні місця гніздування мартина каспійського та крячка каспійського.

## Біоценоз
У пам'ятці природи охороняються червонокнижний вид Росії мартин каспійський (хохотун чорноголовий), а також крячок каспійський (чеграва). У результат зменшення площі острова, зменшилась і чисельність цих птахів. На острові також знаходяться місця лігвища нерпи (тюленя) каспійської, поширені й інші види птахів — мартин сріблястий та крячок рябодзьобий (Thalasseus sandvicensis).
Гнізда птахів розташовані практично по всьому острові, виключенням є очеретно-рогозові зарості. В період без льоду острів є єдиним місцем у північній частині моря, де є лігвища нерпи, ендеміка Каспійського моря. Його чисельність змінюється від 3 до 6 тисяч особин.

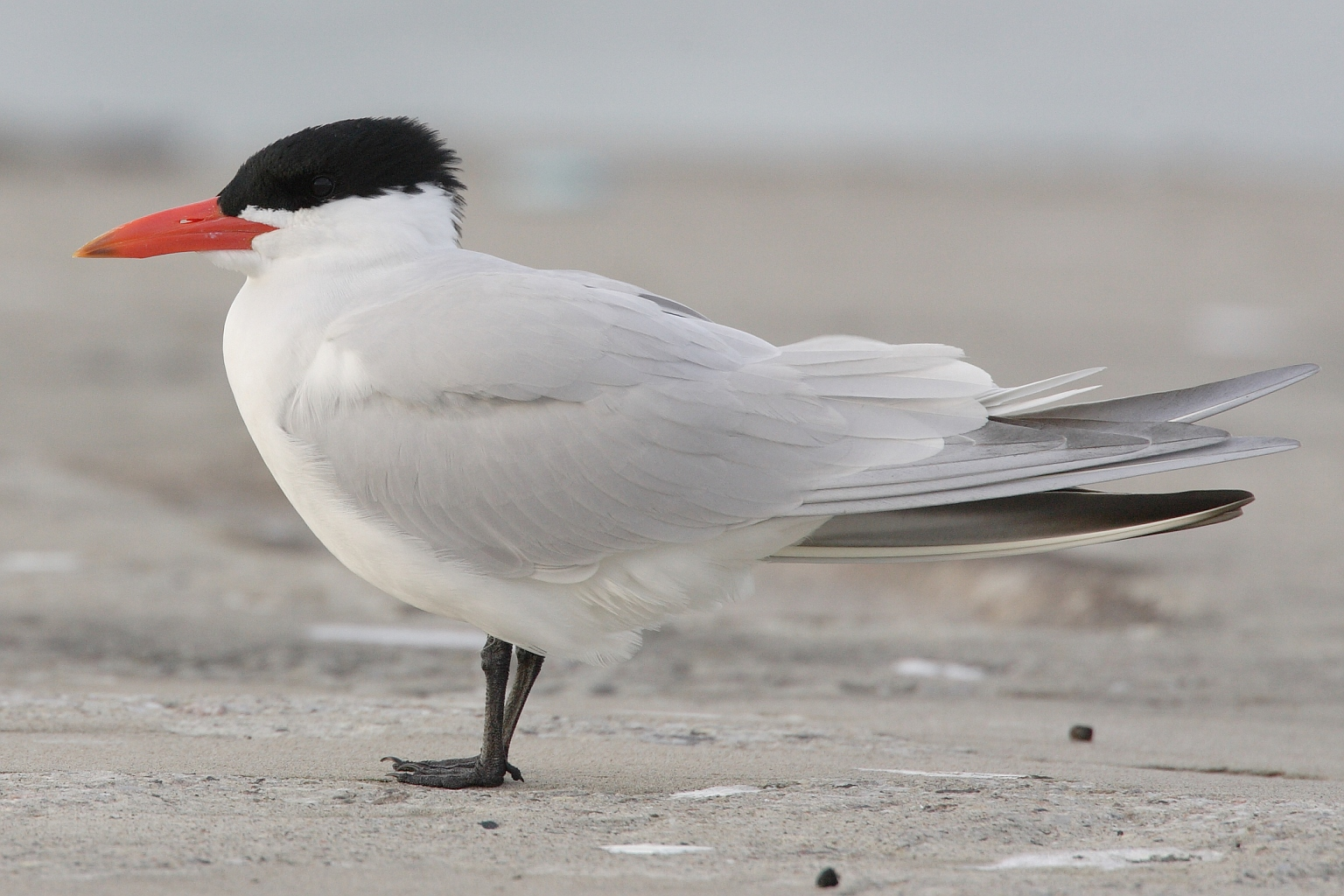
Крячок каспійський
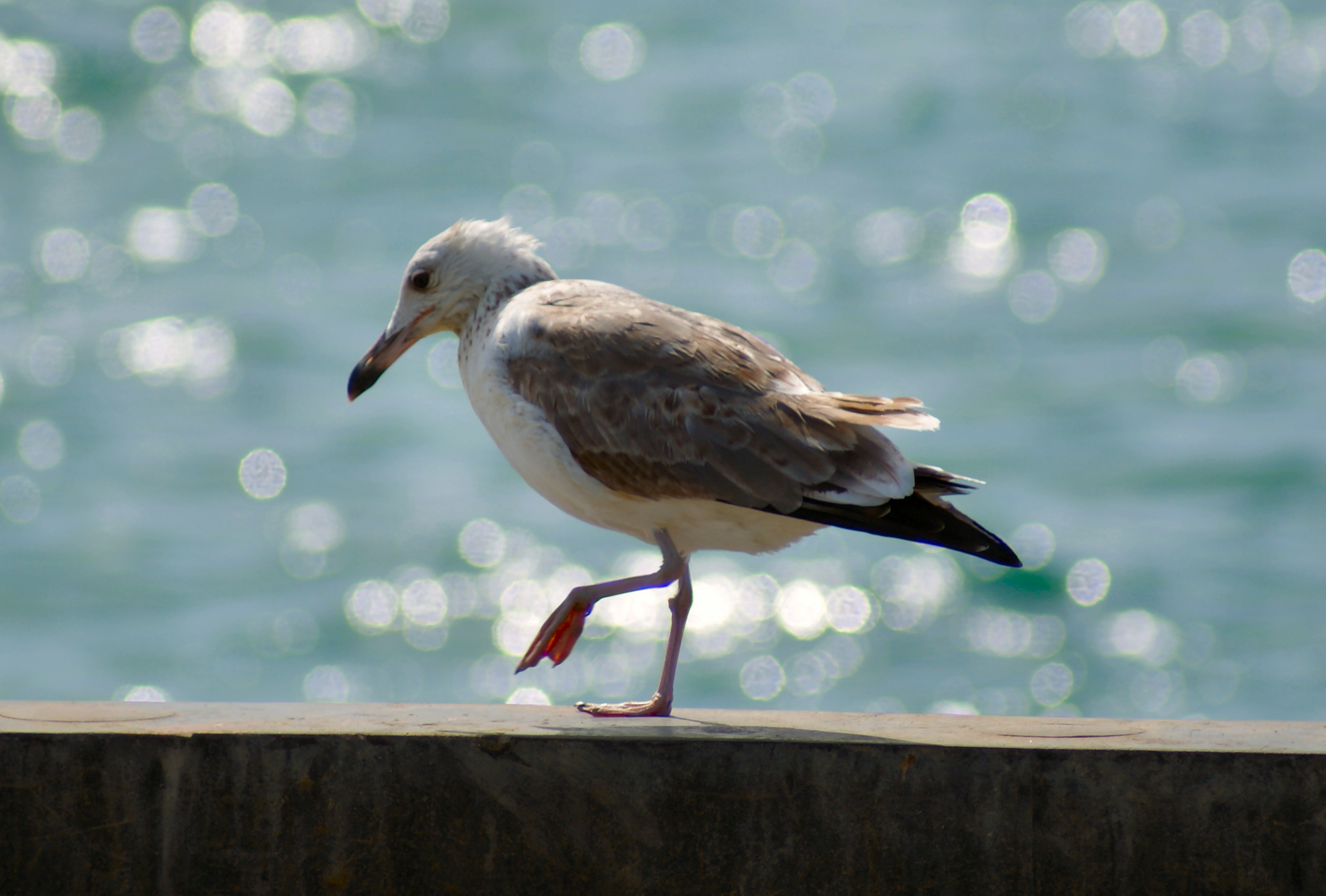
Мартин каспійський

## Екологія
Серед обов'язкових заході зі збереження заростів рослин слід проводити періодичне підкачування води з річки Уваринки до єрика Маракша.